# Артур Окс Сульзберґер
Артур Окс Сульзберґер-старший (англ. Arthur Ochs Sulzberger; 5 лютого 1926, Нью-Йорк, Нью-Йорк, США — 29 вересня 2012, Саутгемптон, Нью-Йорк, США) — американський видавець і бізнесмен, що очолював видання New York Times, син видавця New York Times Артура Гейса Сульзберґера та онук власника та видавця New York Times Адольфа Окса. Нащадки Сульзберґера продовжують керувати New York Times.

## Життєпис
Артур Окс Сульзберґер народився 5 лютого 1926 року в Нью-Йорку в родині Артура Гейса Сульзберґера, працівника New York Times та Іфігенії Окс Сульзберґер, дочки власника та видавника New York Times Адольфа Окса та онуки Айзека Меєра Вайза, лідера реформістського юдаїзму в США. Артур був четвертою та молодшою дитиною в родині Сульзберґерів. Із його народженням, в родині виникли певні сперечання щодо його імені. Артур Гейс Сульзберґер хотів назвати сина Робертом Оксом Сульзберґером. Однак, коли батько Іфігенії та дід Артура Адольф Окс дозволив собі на адресу дитини слова, які образили Іфігенію, вона пригрозила батькові, що назве сина Артур Гейс Сульзберґер-молодший, таким чином ігноруючи прізвище Окса. Іфігенія виписалась з лікарні із свідоцтвом про народження, в якому ім'я її сина було Артур Гейс Сульзберґер-молодший. Однак з часом, щоб не розчаровувати батька вона змінила ім'я в свідоцтві на Артур Окс Сульзберґер.
В дитинстві за Артуром закріпилось прізвисько «Панч», оскільки він народився в Сульзберґерів після дочки на ім'я Джуді, це є відсилкою до традиційного вуличного лялькового театру «Панч і Джуді». Друзі, близькі та члени родини продовжували називати Артура Панчем протягом його життя.
Першою школою, куди батьки віддали Артура, була британська Школа Св. Бернарда із суворою дисципліною. Однак там в Артура не склалось із навчанням, і виявилось, що він страждав на дислексію, тобто розлад читання. Тоді батьки перевели Артура до приватної школи Лоуренс-Сміт, яка пізніше злилась із Браунінґською школою і стала відомою під цим ім'ям. Однак в Браунінґській школі Артур також не демонстрував прогресу в навчанні, і тоді батьки вирішили віддати його до школи-інтернату Луміс в Коннектикуті, де Артур розпочав навчання в 1940 році.
Навчаючись в Лумісі, Артур виявив бажання стати морським піхотинцем, про що оголосив своїм батькам. Батьки підтримали його рішення, але попросили зачекати допоки йому виповниться 18 років. В 1943 році Артур покинув навчання в Лумісі та почав працювати в Times Facsimile, дочірній компанії The New York Times Company, яка виробляла портативні факсимільні апарати для військ зв'язку під час Другої світової війни. Він подав заявку на вступ до Корпусу морської піхоти США, і в січні 1944 року прибув на тримісячне тренування на острів Перріс в Південній Кароліні. Після тренування Артур чекав на відправку до Тихоокеанського фронту на базі морської піхоти США в Кемп-Пендлтон біля Сан-Дієго. В грудні 1944 Сульзберґера відправили на острів Лейте, Філіппіни. Згодом на запит генерала Дуґласа Макартура Сульзберґера перевели до штаб-квартири командувача сил Антигітлеровської коаліції в Південно-західному тихоокеанському регіоні в Таклобані, де він працював радистом.
В 1945 році після капітуляції Японії Сульзберґер супроводжував генерала Макартура в Японії. Однак більшість часу він провів у військовому госпіталі, оскільки хворів на дизентерію. Врешті його відправили до США.  Останні місяці служби Сульзберґера проходили на базі морської піхоти США Кемп-Леджейн в Північній Кароліні. Протягом цього часу Сульзберґер склав еквівалентні випускні шкільні іспити в Інституті Збройних Сил. Він бажав вступити до Колумбійського університету, однак університет вважав, що він не був готовий до університетської освіти. Артур вступив до Колумбійської загальноосвітньої школи, призначеної для студентів, які були некваліфікованими для звичайних навчальних програм Колумбійського університету. В 1947 році він вже розпочав навчатись в Колумбійському університеті за загальної програмою. В 1948 році Артур одружився із Барбарою Ґрант, з якою познайомився ще до відправлення на Південно-західний тихоокеанський фронт.
В 1946 році Сульзберґер записався до Резерву Корпусу морської піхоти. В 1950 році, коли почалась Корейська війна, формування Сульзберґера призвали на службу. Тим часом в 1951 році Сульзберґер завершив навчання в Колумбійському університеті та в лютому 1951 подав заявку на військову службу. Чекаючи на накази про розподіл у війську, Сульзберґер працював у New York Times. Влітку 1951 року Сульзберґер розпочав 20-тижневе військове тренування в Квантіко, Вірджинія. В грудні 1951 року Сульзберґер продовжив навчання на 8-тижневих курсах в Школі інформаційної служби сухопутних військ, яка розташовувалась в Форт-Слокум, в місті Нью-Рошелл, штат Нью-Йорк. Вже в квітні 1952 року Сульзберґер офіцером з питань інформування громадськості 1-ої дивізії морської піхоти перебував у Кореї на південь від Пханмунджом, де проходили мирні переговори.
В серпні 1952 року Сульзберґер повернувся до США, де його призначили помічником генерала Джеймса Д. Гітла, який, своєю чергою, був помічником з правових питань командування Корпусу морської піхоти. Гітл був вражений роботою Сульзберґера і попросив його написати аналіз політики та національної безпеки Корпусу морської піхоти. Результатом цього завдання стала стаття «Концепція для катастрофи» (англ. Consept for Catastrophe), опублікована в квітні 1953 року у виданні Proceedings of the United States Naval Institute. В статті Сульзберґер виступив проти централізації в армії та концентрації військової влади в руках вищого генералітету, стверджуючи, що це призведе до знищення ліберальних та демократичних рис уряду. Він навів приклад Пруссії, в якій і зародилась модель концентрації влади в руках генералітету. Він також вказав на те, що система Об'єднаного комітету начальників штабів, яка діяла в США, та базувалась на ліберальних принципах, показала свою ефективність під час Другої світової війни Його стаття мала такий успіх, що її цитували конгресмени, а витяги зі статті були опубліковані в Протоколах Конгресу.
В лютому 1953 року за наполяганням батька, який розробив п'ятирічний план робіт для Артура, він переїхав до Мілвокі у Вісконсині та почав працювати репортером у виданні The Milwaukee Journal. Його батько хотів, щоб Артур набув досвіду на Середньому Заході та зрозумів ізоляціоністську позицію цього регіону. За планом батька Артура, після року в Мілвокі, Артур мав повернутись до Нью-Йорка і працювати в New York Times впродовж двох років, а потім стати іноземним кореспондентом в одному із закордонних бюро газети. Артур з родиною повернувся до Нью-Йорка в січні 1954 року. Однак, в шлюбі Артура та Барбари почались проблеми, і мати Артура, Іфігенія Окс Сульзберґер, наполягла на тому, щоб Артур та Барбара вирушили до Парижу, де Артур працював кореспондентом в паризькому бюро New York Times. Влітку 1955 року Артур став кореспондентом римського бюро газети. В жовтні 1955 року він із родиною повернувся до Нью-Йорка.
В 1956 році Артур почав працювати помічником видавника New York Times, яким був його батько Артур Гейс Сульзберґер. Здоров'я Артура Гейса Сульзберґера погіршувалось, і в 1961 році він пішов у відставку з посади видавника газети, але залишався головою правління The New York Times Company до своєї смерті в 1968 році. Замість нього видавником став Орвіл Е. Драйфус, зять Артура Окса Сульзберґера. Орвіл Е. Драйфус був чоловіком Маріан, старшої сестри Артура. Орвіл помер в травні 1963 року, і видавником став 37-річний Артур.
Артур Окс Сульзберґер залишався на посаді видавника до 1992 року, його наступником став його син Артур Окс Сульзберґер-молодший. Після смерті батька, Артура Гейса Сульзберґера в 1968 році, Артур також став головою правління The New York Times Company і залишався ним до 1997 року. Він помер 29 березня 2012 року у віці 86 років у своєму будинку в Саутгемптоні, Нью-Йорк. Висловившись з приводу смерті Сульзберґера, президент США Барак Обама охарактеризував його як «твердо віруючого у важливість вільної та незалежної преси, яка не боїться шукати правду, закликати до відповідальності тих, хто має владу, і розповідати історії, які потрібно розповісти.»

## Діяльність на посту видавникаNew York Timesі Голови правління The New York Times Company

### Загальний огляд
Сульзберґер був рішуче налаштованим на прибутковість газети, щоб забезпечити її фінансову життєздатність. Він закрив збиткові західні та міжнародні видання New York Times і скасував запропоноване злиття з проблемним виданням New York Herald Tribune. Він об'єднав роботу недільних і щоденних новин під керівництвом виконавчого редактора Тернера Кетледжа та звільнив неефективних старших редакційних і бізнес-менеджерів.
У 1969 році Сульзберґер частково здійснив публічне розміщення акцій сімейного бізнесу: мільйони акцій The New York Times Company були розміщені на Американській фондовій біржі. (З 1997 року вони торгуються на Нью-Йоркській фондовій біржі.) Таким чином, зовнішнім інвесторам було відкрито доступ до газети, а газета, своєю чергою, стала об'єктом контролю з боку зовнішніх інвесторів. Для торгівлі на біржах були розміщені лише акції класу А, а акції класу Б, які забезпечують контроль на компанією, залишились у власності та під контролем родини Окс-Сульзберґер.
Отримавши гроші від продажу акцій Сульзберґер поступово створив комунікаційний конгломерат, який згодом володів майже двома десятками інших газет, включаючи Boston Globe і International Herald Tribune, а також журнали, радіо- та телевізійні станції. Зокрема, коли в 1997 Сульзберґер передав справи своєму сину Артуру Оксу Сульзберґеру-молодшому, компанія володіла 21-ою регіональною газетою, 9-ма журналами, присвяченими гольфу та іншому дозвіллю на природі, 8-ма телевізійними станціями, 2-ма радіостанціями, службою новин, спеціалізованим синдикатом і виданням Boston Globe, купленим у 1993 році за рекордні 1,1 мільярда доларів.
Серед активів, придбаних компанією за часів Сульзберґера, були й провальні: книжкове видавництво The Times Books та журнал Us Weekly (був проданий через три роки після придбання).
Сульзберґер модернізував робочі процеси шляхом автоматизації: газета перейшла на автоматизований набір та високошвидкісний друк. Він також газету привабливішою, збільшивши висвітлення новин науки, спорту, релігії, мистецтва та стилю життя. Він зробив лауреата Пулітцерівської премію Абрагама Розенталя головним редактором газети, а також найняв колумніста Вільяма Сафайра.
За 34 роки, які Сульзберґер очолював компанію, її дохід зріс зі 101 мільйона доларів до 2,6 мільярда доларів. Під його керівництвом газета отримала 31 Пулітцерівську премію.

### Висвітлення В'єтнамської війни
Кореспондент New York Times в Сайгоні Девід Галберстем був одним із небагатьох штатних американських кореспондентів в столиці Південного В'єтнаму. Він встановив зв'язки з важливими джерелами, і, на відміну від інших кореспондентів, не вважав себе частиною «американської команди», і своє завдання бачив у тому, щоб висвітлювати новини, не дивлячись на те, як таке висвітлення відіб'ється на США. Буквально через декілька місяців після того, як він став видавником газети, Сульзберґеру довелось мати справу з критикою президента Джона Кеннеді на адресу Галберстема, який згодом отримав Пулітцерівську премію за висвітлення війни у В'єтнамі. У жовтні 1963 року Сульзберґера викликали до Білого дому для, на його думку, привітної зустрічі, а замість цього йому прочитали лекцію про Галберстема, чиї репортажі про корумпований уряд Південного В'єтнаму, який підтримувався США, обурили президента. Сульзберґер відхилив вимогу Кеннеді звільнити Галберстема та скасував відпустку кореспондента, щоб уникнути будь-якої видимості поступки під тиском президента. Він також подбав про те, щоб Галберстем продовжував висвітлювати події у В'єтнамі так, як і робив це раніше. Як пише Алекс Джоунз це стало прикладом і для інших видань: репортери новинних агентств Associated Press і United Press International також почали критично висвітлювати В'єтнамську війну.

### Публікація Пентагонтських документів
В 1971 році Абрагам Розенталь, тодішній головний редактор New York Times, сказав Сульзберґеру, що має намір опублікувати частини суворо секретної інформації про в'єтнамську війну, яку колишній аналітик з оборони Даніель Еллсберг викрав з урядових архівів і запропонував репортеру газети Нілу Шихану. Документи показали, як чотири послідовні президентські адміністрації таємно розширювали участь США у в'єтнамській війні, незважаючи на великі сумніви щодо перспектив успіху. Документи згодом отримали назву пентагонтських документів або документів Пентагону.
Зовнішня юридична фірма, яка обслуговувала New York Times, стверджувала, що газету можуть притягнути до відповідальності за порушення законів про шпигунство, що Сульзберґер та інші можуть потрапити до в'язниці, і що покарання можуть призвести до припинення діяльності газети. Сульзберґер намагався відмовити Розенталя дослівно друкувати документи, але редактор відмовився йти на компроміс. Сульзберґер вагався, однак слова виконавчого редактора Тернера Кетледжа, голови вашингтонського бюро газети Джеймса Рестона та головного редактора Розенталя переконали його.
Перша з семи частин пентагонтських документів була опублікована на першій шпальті в неділю, 13 червня 1971 року, праворуч від фотографії президента Ніксона, який супроводжує дочку Трішу на її весіллі в Білому домі. Після публікації трьох частин Міністерство юстиції США домоглося тимчасової судової заборони на публікацію, що обурило національні ЗМІ. Уряд намагався заборонити публікацію в іншій газеті, Washington Post, яка почала публікувати документи через тиждень після New York Times. Коли суддя відмовив у судовій забороні, уряд подав апеляцію. Справи, що стосувалися New York Times і Washington Post, були об'єднані і спільно розглядались Верховним судом США, який, у співвідношенні 6 до 3-х, 30 червня 1971 року постановив, що попереднє обмеження урядом публікацій було неконституційним. Голова Верховного суду Воррен Берґер, суддя Джон Гарлан та суддя Гаррі Блекман не погодились із постановою, яку винесла більшість суддів та написали свої відмінні думки.
В рішенні Верховного суду США суддя Г'юґо Блек вказав на те, що вимагаючи судових заборон на публікацію пентагонтських документів уряд, здається, забув про історію та основну мету Першої поправки до Конституції США. Він нагадав, що у Першій поправці батьки-засновники США надали вільній пресі захист, який їй необхідно мати для виконання своєї важливої ролі в демократії. Блек підкреслив, що такий захист було надано пресі, щоб вона могла розкривати таємниці уряду та інформувати людей, додавши, що «найважливішим серед обов'язків вільної преси є обов'язок перешкоджати будь-якій частині уряду обманювати людей і відправляти їх у далекі країни вмирати від чужої лихоманки та чужих пострілів і снарядів». Суддя Вільям Дуґлас вказав на те, що метою Першої поправки була заборона широко поширеної практики придушення урядом незручної інформації. Він також зазначив, що опублікована інформація є корисною для загальнонаціональної дискусії: «Всередині нації точаться масштабні дебати щодо нашої позиції у В'єтнамі. Ці дебати передували розкриттю змісту цих документів. Останні є дуже актуальними для поточної дискусії», — написав він. Дуґлас також висловився, що секретність урядової діяльності є фундаментально антидемократичною та увічнює бюрократичні помилки.
Рішення високого суду, як сказав тоді Сульзберґер, ще раз підтвердило, що «уряд не може просто увійти і зупинити нашу публікацію».

### Звинувачення в дискримінації жінок
У 1972 році 80 співробітниць New York Times звернулись до Сульзберґера з петицією щодо нерівної оплати праці та політики просування по службі в газеті. Він наказав запровадити деякі зміни, але через два роки жінки подали колективний позов проти New York Times  на тих же підставах. Незважаючи на те, що газета заперечувала звинувачення в систематичній дискримінації, у листопаді 1978 року вона погодилась на позасудове врегулювання спору, яким присудила виплати її співробітницям, і встановила нову політику щодо просування жінок на керівні посади.

## Інша діяльність
З 1968 року Сульзберґер входив до опікунської ради Музею Метрополітен, а з 1987 по 1998 рік був головою музею. Він також був довічним членом опікунської ради Колумбійського університету. Сульзберґер входив до ради директорів Бюро газетної реклами та був головою Бюро з 1974 по 1976 рік. Крім того, він входив до ради директорів Асоціації американських газетних видавців і головою Асоціації з 1988 по 1989 рік. Він також був членом ради директорів Інституту американської преси з 1975 по 1986 рік і ради директорів інформаційного агентства Associated Press з 1975 по 1984 рік.

## Номінації та нагороди
В 1964 році Сульзберґер отримав почесний ступінь доктора права від Дартмутського коледжу. В 1967 році він отримав почесний ступінь від Бард-коледжу. В 1972 році він був нагороджений почесним ступенем доктора гуманітарних наук Монтклерським державним коледжем (зараз - Монтклерський державний університет). В 1984 році Сульзберґер був нагороджений почесним ступенем доктора гуманітарних наук Університетом Тафтса. В 1987 році Скрентонський університет нагородив Сульзберґера почесним докторським ступенем. В 1992 році Колумбійський університет нагородив Сульзберґера почесним ступенем доктора права. Крім того, в тому ж році Колумбійський університет присвоїв Сульзберґеру Колумбійську журналістську нагороду.
У 2005 році Сульзберґер отримав нагороду імені Кетрін Грем за життєві досягнення від Асоціації газет Америки. В 2006 році він отримав нагороду за життєві досягнення від Силурійського прес-клубу. В 2007 році він став лауреатом Зали слави Американської рекламної федерації.

## Особисте життя
Із першою дружиною Барбарою Сульзберґер розлучився, коли працював в паризькому бюро New York Times. Після повернення Сульзберґера до Нью-Йорка в 1955 році у нього був короткий роман із овдовілою репортеркою газети Ліліан Беллісон Александерсон, яка завагітніла і сказала, що батьком її дитини був Сульзберґер. Він заперечував батьківство, але коли аналізи крові не виключили його батьківства, він почав підтримувати дитину матеріально та покривав медичні витрати. У 1972 році Александерсон подала другий позов про встановлення батьківства, щоб збільшити матеріальну підтримку з боку Сульзберґера, однак Сульзберґер переміг в процесі. Десять років потому син, Джордж Александерсон, подав позов, претендуючи на частку сімейного трасту Сульзберґерів. За результатом цього процесу він відмовився від права спадщини в обмін на окремий траст.
У 1956 році Сульзберґер одружився з Керол Фокс Фурман, яка померла в 1995 році. Наступного року він одружився з Елісон Коулз, вдовою видавця газети в Спокані, штат Вашингтон. Вона померла в 2010 році.
Сульзберґер залишив чотирьох дітей: Артур Окс Сульзберґер-молодший та Карен Олден Сульзберґер — від першого шлюбу з Барбарою Ґрант, Синтія Фокс Сульзберґер та Кеті Сульзберґер (вдочерена Сульзберґером дочка Керол Фокс від попереднього шлюбу) — від другого шлюбу з Керол Фокс. Син Сульзберґера, Артур Окс Сульзберґер-молодший, залишався видавцем New York Times до 2017 року. Наразі видавцем газети та головою правління The New York Times Company є Артур Ґреґ Сульзберґер, син Артура Окса Сульзберґера-молодшого та онук Панча Сульзберґера.

## Вшанування пам'яті
В 2005 році сестри Сульзберґера заснували в Школі журналістики Колумбійського університету Сульзберґерівську програму підготовки лідерів (англ. the Sulzberger Executive Leadership Program) на честь Артура Окса Сульзберґера.

## В популярній культурі
В американському фільмі Стівена Спілберга «Секретне досьє» (англ. The Post) 2017 року Сульзберґера зіграв актор Ґері Вілмес.